# Venārch
Venārch (persiska: وِنارج, وِناج, وِنارِج, اَرناوِج, ونارچ, Varnāvaj, Venārj, وَرناوَج) är en ort i Iran.   Den ligger i provinsen Qom, i den centrala delen av landet, 150 km söder om huvudstaden Teheran. Venārch ligger 1 351 meter över havet och antalet invånare är 895.
Terrängen runt Venārch är huvudsakligen kuperad, men den allra närmaste omgivningen är platt. Terrängen runt Venārch sluttar norrut. Runt Venārch är det ganska tätbefolkat, med 100 invånare per kvadratkilometer. Närmaste större samhälle är Kahak, 10,2 km sydost om Venārch. Trakten runt Venārch består i huvudsak av gräsmarker.